# Gulf Country
Koordinaten: 17° 52′ S, 140° 10′ O
Das Gulf Country, auch Gulf Savannah genannt, ist der Name einer Buschland- und Savanne-Region um den Golf von Carpentaria im Nordwesten von Queensland und östlichen Northern Territory an der Nordküste Australiens. In Queensland ist es die statistische Region North West Queensland.

## Beschreibung
Gulf Country wird eine trockene Savanne zwischen den Wettergebieten des Arnhem Land und dem Top End im westlichen Northern Territory und dem Cape York Peninsula von Far North Queensland im Osten genannt. Im Süden und Osten der Region befindet sich die Hochebene mit dem in Australien endemischen Mitchell Grass, ein Süßgras, und die Einasleigh Uplands. Im Gebiet des Northern Territory liegt der Gulf Fall mit Berghängen und Schluchten aus Sandstein, die in den Golf entwässern. In der Region wird wirtschaftlich hauptsächlich Rinderzucht und Bergbau betrieben.
Die Region ist 186.000 km² groß. Die Landschaft ist im Allgemeinen flach und die tieferliegende tropische Savanne wird von Flüssen durchschnitten, die die Regenfälle während der Monsunzeit in den Golf entwässern, die im Küstengebiet liegende Wattgebiete füllen und die Regenwälder beregnen. Die Sir-Edward-Pellew-Inseln und die Wellesley Islands liegen vor der Golfküste.
Die wichtigsten Städte sind Mount Isa, Doomadgee, Cloncurry, Camooweal, Kowanyama, Karumba, Normanton und Burketown. Der Hafen von Karumba ist einer der am stärksten durch Viehtransporte genutzten Häfen in Australien. Die Stadt Mount Isa ist bekannt für ihre bedeutenden Rohstoff-Lagerstätten. Die Region quert der Savannah Way.

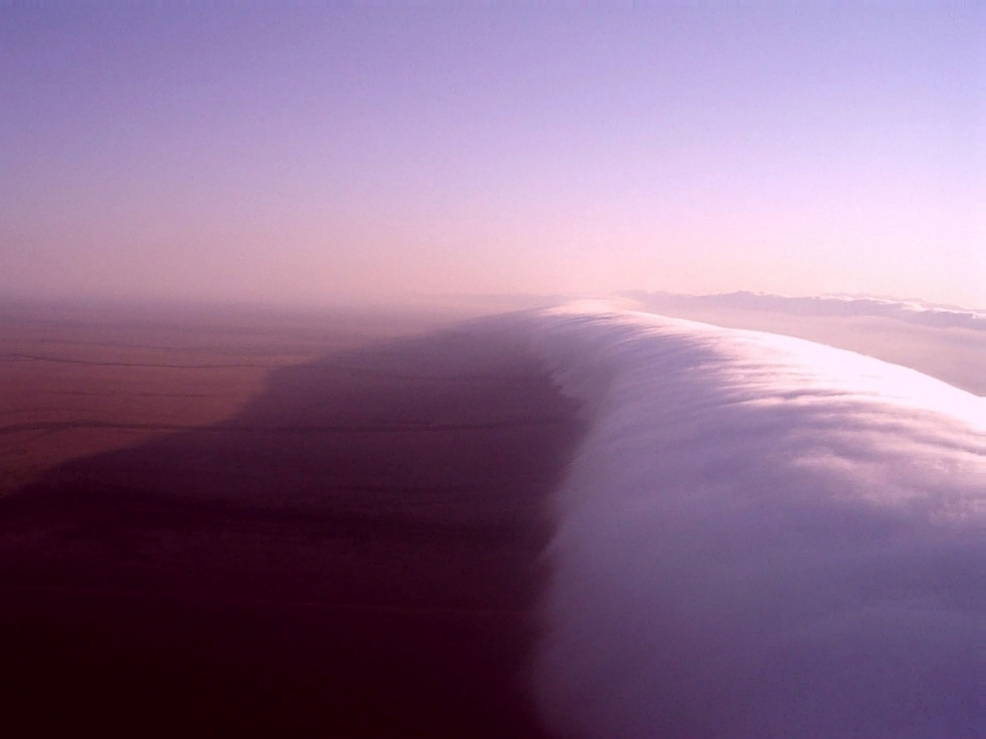
Morning Glory Cloud bei Burketown

Das herrschende lokale Klima ist heiß mit einer Trocken- und Monsunzeit. Die Trockenzeit von April bis November ist durch einen sehr trockenen Südost- bzw. Ostwind charakterisiert, der durch ein winterliches Hochdrucksystem im Süden entsteht. Die regenreiche Saison dauert vom Dezember bis März und ist gekennzeichnet durch eine wasserdampfhaltige Monsun-Luftbewegung. Die Regensaison kann bei Burketown sehr wechselhaft sein, die für die Region typisch ist. Die Niederschläge der unterschiedlichen Regenzeiten reichen von 150 bis mehr als 2000 mm. Der jährliche Niederschlag ist allerdings gering und reicht von 750 mm an der Küste bis zu 500 mm im Inland. Er ist in der Regensaison überall heftig, nieder gelegene Landstriche werden überflutet und auch Straßen können zerstört werden. Im Golf entstehen in der Zeit von November bis April auch Zyklone.
Im September und Oktober gibt es die sogenannte Morning Glory Cloud am Southern Gulf. Der beste Ort um dieses Phänomen zu beobachten ist das Gebiet von Burketown in den Morgenstunden.

## Geschichte
Die erste Entdeckungsreise in dieses Gebiet unternahm der niederländische Willem Janszoon 1606. 1623 folgte ihm sein Landsmann Jan Carstenszoon (auch Carstensz), der den Golf nach Pieter de Carpentier benannte, der zur damaligen Zeit Generalgouverneur von Niederländisch-Indien war. Auch Abel Tasman erkundete 1644 die Küste. In den Jahren 1802 und 1803 kam Matthew Flinders in das Gebiet, um es zu erkunden und zu kartieren.
Der Erste, der das Land erkundete, war der preußische Ludwig Leichhardt, der das Gebiet in den Jahren 1844 und 1845 durchquerte. Ihm folgte Augustus Gregory auf der North Australian Expedition im Jahr 1856 und danach im Jahr 1861 die Burke-Wills-Expedition. John McKinlay, Frederick Walker und William Landsborough führten verschiedene Expeditionen in den Jahren 1861 und 1862 in der Region durch, um die verschollenen Entdeckungsreisenden O’Hara Burke und William John Wills zu finden.
Als Milchbauern erstmals in diesem Gebiet siedelten, kam zu bedeutenden gewaltsamen Auseinandersetzung mit den lokalen Aborigines. Der Historiker Tony Roberts beschrieb die Massaker und die Kämpfe im Gulf Country in seinem Buch Frontier Justice.

## Ökologie

### Flora

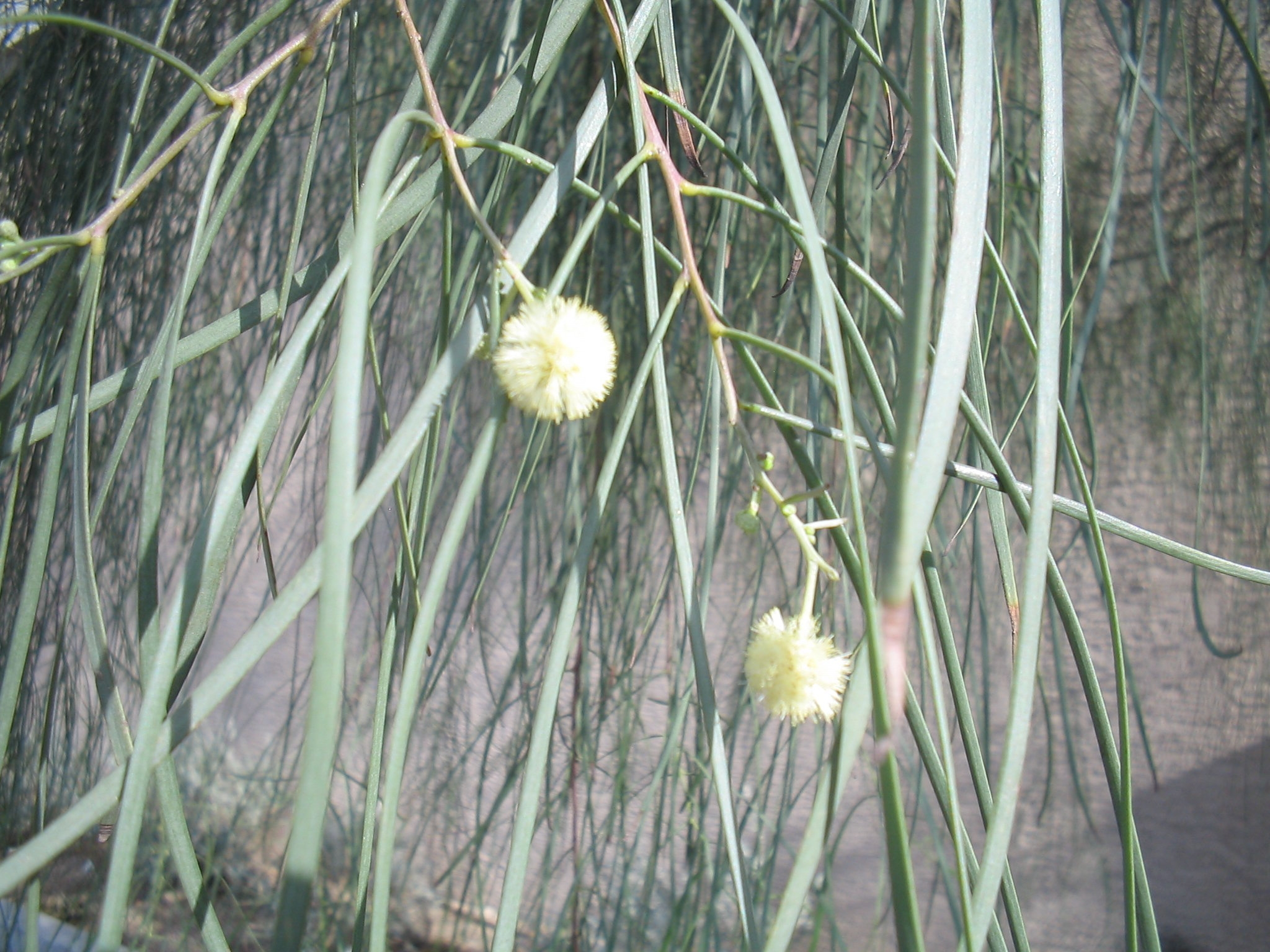
Accaia-stenophylla-Blüten

Im Gulf Country gibt es kein Gebirge, das den Regenfall entlang der Küstenlinie und den Übergang von den Mangrovenküsten zum Buschland mit den immergrünen Bäumen der Acacia stenophylla und den angrenzenden Gebieten Australiens mildert. Es gibt 19 bedeutende Vogelmigrationsgebiete an den Flussmündungen entlang der Golfküste, einschließlich des Gregory River-Nicholson River-Ästuar und des Roper River in der Limmen Bight. Das Flickwerk der Regenwald-Habitate verhindert teilweise, dass sich Buschfeuer entwickeln. In der Savanne wächst nach den Regenfällen das Dicanthium-Bluegrass in einem der größten Grasgebiete Australiens. Die Schluchten aus Sandstein des Gulf Fall beheimaten ein spezifisches Wildleben. Schließlich haben auch die Pellew Islands Mangrovenwälder und eine dichte Baumsavanne.

### Fauna
Das Gebiet ist die Heimat von zahlreichen gefährdeten Spezies, wie die endemische Carpentarian Rock Rat (Zyzomys palatalis) und endemische Reptilien wie den Carpentarian lerista-Skink. Das Watt und die Salzpfannen an der Küste sind die Heimat von Wasservögeln wie die Spaltfußgans. Ein endemischer Vogel im Grasland ist der Carpentarian Grasswren, der unter den wechselnden Buschfeuern leidet, die das Gras abbrennen und den erneuten Wuchs ermöglichen, denn diese Feuer reduzieren ihr Habitat.

### Gefahren und Schutz
Im Culf Country gibt es große unberührte Landschaften, aber die Viehüberweidung und der Eintrag unterschiedlicher Futtergras-Sorten beeinträchtigen sowohl das Grasland, das durch Buschfeuer verwundbar ist, als auch die Feuchtgebiete. Verbreitetes Unkraut ist auch Cryptostegia grandiflora.
Geschützte Gebiete sind Finucane-Island-Nationalpark, Staaten-River-Nationalpark, Boodjamulla-Nationalpark (früher Lawn-Hill-Nationalpark), die in die Welterbeliste der UNESCO eingetragene Fossilien-Fundstätte bei Riversleigh, Camooweal-Caves-Nationalpark und Mitchell-Alice-Rivers-Nationalpark auf der Seite von Queensland. Letztendlich ist auch der Barranyi-Nationalpark als einer der Nationalparks auf den Pellew Islands zu nennen.
Allerdings sind die Feuchtgebiete an der Küste kaum geschützt.
Der Lawn-Hill-Krater, ein Einschlagkrater, befindet sich ebenso im Gulf Country und ist von einem Ring von Kalksteinhügeln umgeben.

### Liste der wichtigsten Flüsse
- Top End
  - Roper River
    - Wilton River
- Gulf Country
  - Cox River
  - Calvert River
  - Leichhardt River
  - McArthur River
  - Flinders River
  - Norman River
  - Gilbert River
- Cape York Peninsula
  - Smithburne River
  - Mitchell River
    - Alice River

  - Staaten River
  - Mission River
  - Wenlock River
  - Archer River